# Schlacht bei Isaszeg
Pákozd –
Schwechat –
Kaschau –
Mór –
Hermannstadt –
Vízakna (Salzburg) –
Piski –
Mediasch –
Kápolna –
Hatvan –
Tápió Bicske –
Isaszeg –
Waitzen I –
Nagy-Salló –
Komorn I –
Mocsa –
Kács –
Pered –
Raab –
 Ács (Komorn II) –
Komorn III –
Hegyes –
Waitzen II –
Tura –
Segesvár –
Debreczin –
Szőreg –
Temesvár
Arad –
Deva –
Esseg –
Karlsburg –
Komorn IV –
Leopoldov –
Ofen –
Peterwardein –
Temesvár

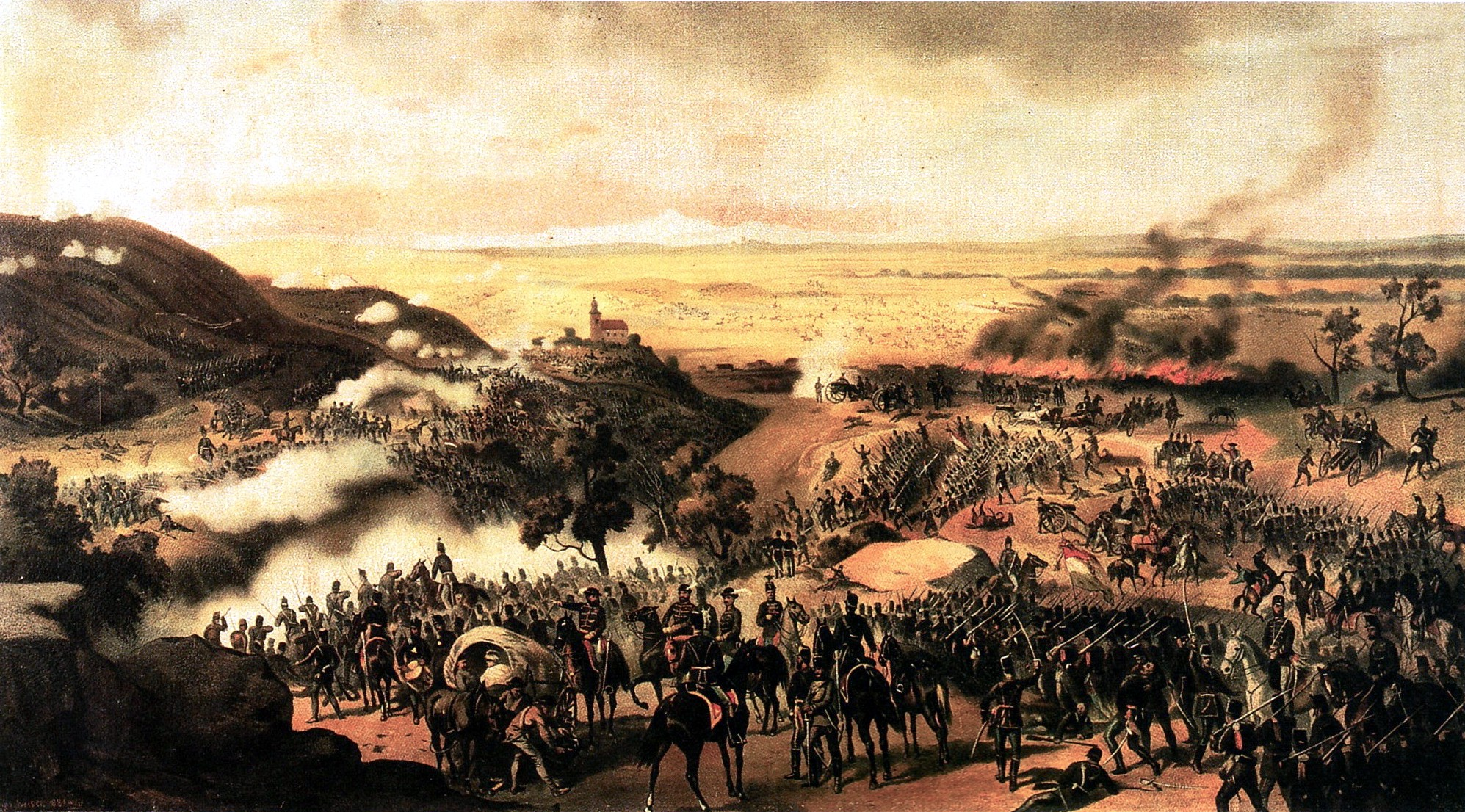
Schlacht bei Isaszeg

Die Schlacht bei Isaszeg am 6. April 1849 fand 22 km östlich von Budapest statt und war Teil des Ungarischen Unabhängigkeitskrieges. Nach dem Vorgehen der Ungarn über Szolnok auf Czegled auf Pest wurden Truppen unter Jellacic bei Tapio-Biskce geschlagen und nach Isaszeg verfolgt. Die weit auseinander gezogenen  kaiserlich-österreichischen Truppen unter Feldmarschall Fürst Windischgrätz wurden von den Ungarn unter General Görgey bei Hatvan und Gödöllő angegriffen. Die Ungarn griffen die Kroaten mit zwei Korps unter Klapka und Damjanich an. Fürst Windisch-Grätz war mit der Hauptmacht angerückt, konnte den Banus Jellacic in der folgenden Schlacht bei Isaszeg aber nicht ausreichend unterstützen. Die Schlacht auf dem ungarischen rechten Flügel blieb bis spät in die Nacht unentschieden. In der Mitte, wo das 2. und 3. Korps kämpfte, kam es zu keiner schnellen Entscheidung. Der Banus leistete anfangs hartnäckigen Widerstand, musste sich aber schließlich auf die nahe gelegenen Berghöhen zurückzuziehen. Der Sieg bei Isaszeg war durch die ungarische Landwehr gegen gut ausgebildete kaiserliche Truppen errungen worden.

## Vorgeschichte
Nach der Schlacht bei Kápolna (26. und 27. Februar 1849) hielt Fürst Windisch-Grätz die ungarische Hauptarmee für besiegt. Er schrieb am 3. März an den kaiserlichen Hof in Olmütz, dass er die ungarischen Rebellen besiegt habe und in wenigen Tagen in Debreczen (die vorübergehende Hauptstadt der Regierung Kossuth) einziehen werde".

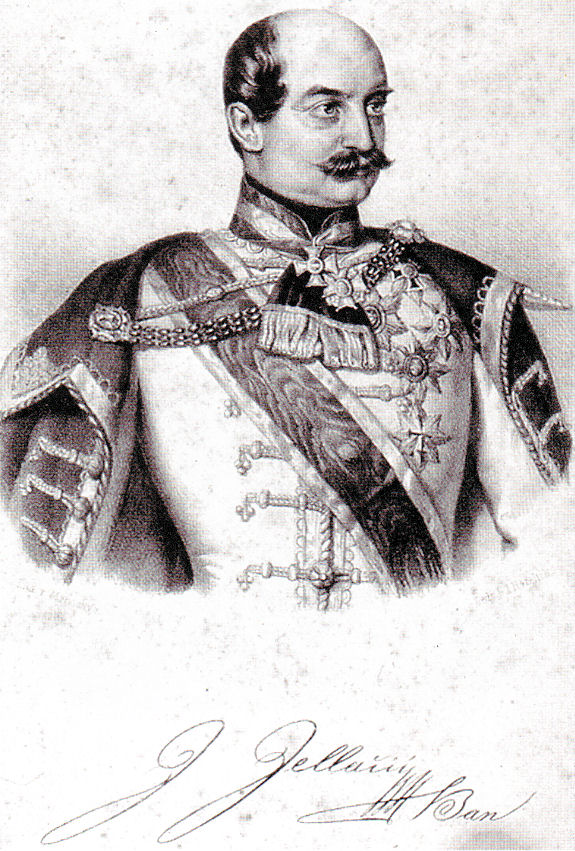
Banus Josip Jellacic

Die ungarische Hauptarmee unter den Korpsführern Klapka, Damjanich und Pöltenberg nahm hingegen die Operationen in der zweiten Hälfte des März wieder auf. Einheiten von Windisch-Grätz wurden bei Szolnok am 15. März und am 24. März bei Losoncz angegriffen, wobei 800 Ungarn unter Major Lajos Beniczky das kaiserliche Detachement unter Oberst Károly Almásy zurückwarf. Almásy meldete, dass er von mehreren tausend Honvéd angegriffen worden wäre, um seine Niederlage zu rechtfertigen. Windisch-Grätz bekam nach diesen Bericht die falsche Meinung, dass die Ungarn seine Linke umgehen wollten, um die bestehende Belagerung der Festung von Komorn aufzuheben.
Am 17. März übernahm General Görgey als Nachfolger Dembinskis den Oberbefehl über die Honvéd-Armee. Nachdem Windisch-Grätz die Eroberung der Festung Komorns in Betracht zog, rückte die ungarische Hauptmacht am 23. März zum Entsatz auf die Linie Mező-Túr-Török-Szent-Miklós vor. General Klapka arbeitete einen Plan für eine neue Offensive aus. Windisch-Grätz und seine etwa 45.000 Mann starke Armee sollte im Raum Gödöllő, östlich von Budapest eingekreist und vernichtet werden. Das 7. Korps unter General Gaspar sollte dabei die Truppen von Schlick auf sich ziehen, während drei andere Korps den Fluss Theiß nach Westen überquerten.
Die Ungarn trafen am 2. April wieder mit dem österreichischen Korps Schlick zusammen, das Befehl hatte, sich mit der Hauptarmee in Jászberény zu vereinigen. Halb umzingelt, konnten sich Schlik Truppen freikämpfen und entkommen. Am 4. April folgten weitere Kämpfe, in denen die südlicher vorgehenden Ungarn auf das Korps Jellacic trafen. Die Angriffe ungarischer Kavallerie und des 3. und 9. Honvéd-Bataillone unter Damjanich drangen in der Schlacht von Tápió Bicske über die Brücke von Tápió vor und trieben die Kroaten nach Gödöllő zurück. Am 5. April erließ Fürst Windisch-Grätz neue Dispositionen: Das II. Korps unter FML Ladislaus von Wrbna sollte zurückgehen, um Pesth zu decken, während die beiden anderen Korps gegenüber einen zu erwartenden ungarischen Angriff defensive Abwehrstellungen einnehmen sollten. Das Korps Schlik blockierte die nördlichen Zugänge nach Gödöllő, während das Korps Jellacic südlich bei Isaszeg, den Weg nach Westen verlegen sollte.

## Die Schlacht

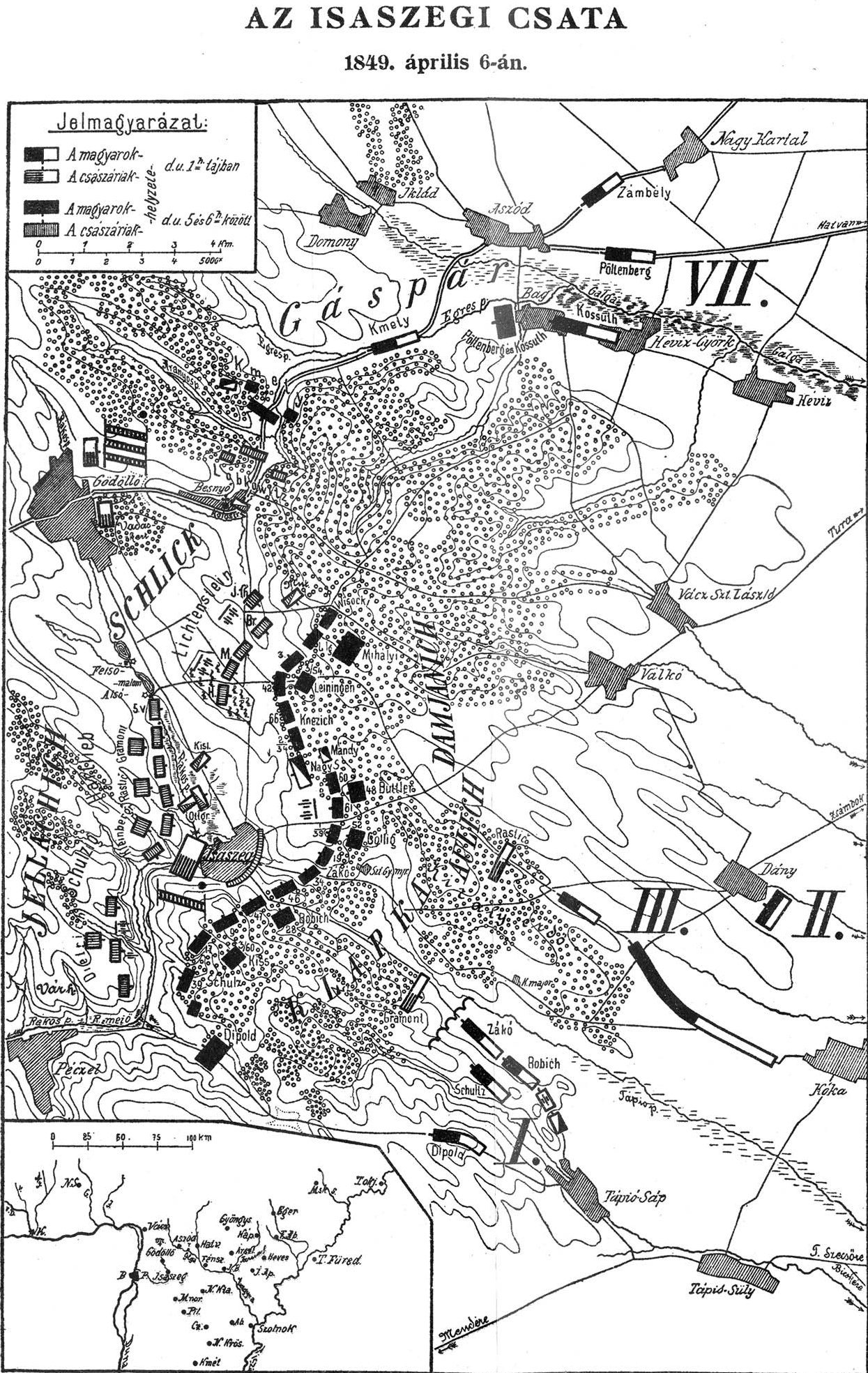

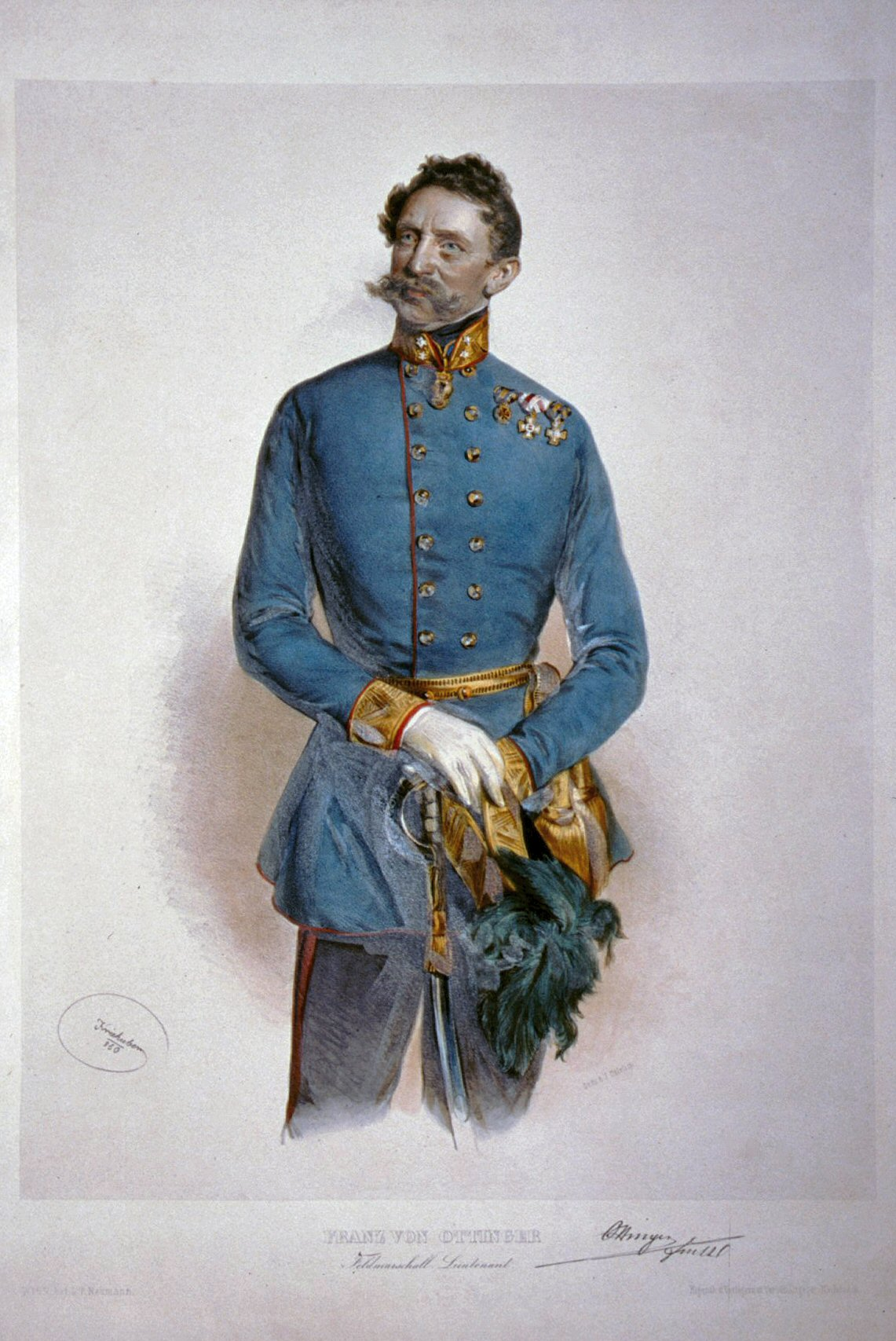
Franz Freiherr von Ottinger

Das kaiserliche Heer unter Windisch-Grätz zählte insgesamt etwa 54.000 Mann davon 43.800 Mann Infanterie, 10.000 Reiter und 214 Geschütze. Der im eigentlich Hauptkampf stehende Banus Jellacic verfügte über etwa 18.000 Mann, davon 11.500 Mann Infanterie, 5.500 Reiter, 1.560 Artilleristen und 68 Geschütze. Die Gesamtzahl von Artur Görgey geführten ungarischen Streitkräfte betrug 41 Bataillone und 61 Eskadronen mit rund 47.500 Mann, davon 29.000 Infanterie, 8.000 Kavallerie und 198 Geschütze. Das stärkste Korps, das 7. unter General Gáspár sollte bei Hatvan die Aufmerksamkeit der kaiserlichen Hauptmacht auf sich ziehen, während die drei anderen Korps (1., 2. und 3.) im Rücken des feindlichen Hauptkorps gelangen sollten, um dieses von der Hauptstadt Pest abzuschneiden. Die ungarische Armee war auf einer etwa 22 Kilometer langen Frontlinie auseinandergezogen, diese Aufstellung erlaubte es, zwei Drittel der Armee in kurzer Zeit konzentrieren zu können. Die Front der kaiserlichen Armee war auf 54 Kilometer gedehnt, weil sie auch Pest zu decken hatte.
Die Schlacht begann am 6. April um 13 Uhr und dauerte fast bis 20 Uhr, also fast sieben Stunden. Jellacic hatte seine Divisionen unter Hartlieb, Dietrich und Schulzig auf Hügeln hinter dem Rákos-Bach postiert, der rechte Flügel reichte bis nach Peczel, westlich von Isaszeg. Eine Brigade war im Königswald und nach Királyerdő vorgerückt, eine Brigade und die Artillerie war hinter den Rakos-Bach westlich von Isaszeg aufgestellt, eine Brigade rückte nach Isaszeg und die Kavallerie-Brigade Ottinger stand nördlich davon. Der versumpfte Rákos-Bach war für die Angreifer nicht einfach zu überqueren, die davor liegenden Hügel waren zwischen 30 und 50 Meter hoch. Das kaiserliche III. Korps von Schlik war nördlicher aufgestellt: Die Division Lobkowitz stand vorne gegen den Feind und die Division Liechtenstein war dahinter über Gödöllö erst im Anrücken.
Um 13 Uhr erschien die ungarische Vorhut bei Isaszeg: das 1. Korps unter Klapka, gefolgt vom 3. Korps unter Damjanich. Das 7. Korps (Division Kmety und Division Pöltenberg) formierte sich innerhalb von Hévízgyörk und an der Nordseite dieses Ortes. General Gaspar zögerte die Österreicher zunächst am rechten Flügel anzugreifen. General Görgey hatte Befehl zur Bindung des Gegners gegeben und bei Bedarf auch Reserven für den zum Hauptangriff bestimmten Mittelabschnitt freimachen zu können. Das ungarische 1. Korps (Division Dessewffy und Mariassy, sowie Kavalleriebrigade Mesterhazy) rückte östlich von Isaszeg und Tápió vor. Das 3. Korps von Damjanich (Division Wysocki und Nagy-Sandor, sowie die Kavalleriebrigade Kaszonyi) und Aulichs 2. Korps (Division Szekulicz und Division Hertelendy, sowie die Kavalleriebrigade Handy) trafen um 15 Uhr am Schlachtfeld ein.
Der Kampf des ungarischen 1. und 3. Korps um den Besitz des Königwaldes begann um 14 Uhr. Die kroatischen Brigaden Gramont und Rastic hielten den Wald bis südöstlich von Isaszeg besetzt. Einige von Damjanichs Bataillonen drangen vom Norden her in den Wald ein, während Klapkas Truppen am Südrand des Waldes einrückten.
Die sich zurückziehenden kaiserlichen Truppen verfolgend, waren Klapkas Honvéd die ersten die den Rákos überschritten. Um seine geschlagene Brigade zu helfen, setzte Jellacic einige Bataillone aus seiner Hauptstellung ein, denen es gelang, Klapkas Verbände wieder zurückzudrängen. Danach blieben Damjanichs Bataillone alleine, dieser zog sich aber nicht zurück, sondern schickte seine zweite Brigade zur Unterstützung der offenen linken Flanke nach vorn und befehligte persönlich den Angriff seiner Infanterie auf Isaszeg. Die ungarische Infanterie erlitt hohe Verluste, als sie von der anderen Seite des Baches von der österreichischen Artillerie erfasst wurden. Unerwartetes Artilleriefeuer kam auch aus dem Norden von Isaszeg, wo auch General Schlick mit der Division Liechtenstein über Azod gegen die rechten Flanke der Ungarn vorrückte, um Jellacic zu unterstützen.
Trotz zweier Stunden Kanonenfeuer und der Aufforderung seiner Brigadekommandanten hielt General Gáspár (7. Korps) strikt an früheren Befehlen Görgeys fest, Schlick nicht offensiv anzugreifen. Seine Untätigkeit brachte Damjanichs rechten Flügel in eine schwierige Position. Die Division Wysocki hielt hier eisern gegen die jetzt überlegene gegnerische Streitmacht. Damjanich improvisierte mit seinen letzten beiden Reservebataillonen, dem 3. Honvéd-Bataillon der der Polnischen Legion, die den Feind in vier aufeinanderfolgenden Angriffswellen stoppten und zurückwarfen. Auch am südlichen Teil der Front entwickelte sich die Lage zu Gunsten der Ungarn. General Aulich und der Armeekommandant Görgey erschienen mit ihren Truppen auf dem Schlachtfeld, um Klapkas Infanterie Zeit zu geben, sich neu zum Angriff zu formieren und den Kampf auf der linken Flanke des 3. Korps wieder aufzunehmen. Unter gegnerischen Beschuss schwankten seine Truppen zunächst, aber die kräftige Unterstützung durch das 2. Korps, das über Dány und Zsámbok heraneilte, brachte den entscheidenden Erfolg.
Fürst Windisch-Grätz traf gegen 15 Uhr ein, erkannte bei weiterem Vorgehen die Gefahr der Einkesselung seiner Truppen und entschied den Kampf abzubrechen. Er setzte den größten Teil seiner Kavallerie unter Führung Ottingers nordöstlich von Isaszeg über den Fluss in offenem Gelände ein um den Rückzug der Infanterie zu decken. Aulichs Batterien, die zur Unterstützung des 3. Korps eingesetzt waren, erschütterten den Gegenangriff. Zwölf frische Kürassier-Eskadronen gelang es jedoch, über die Rákos zu waten und zusammen mit 14 Husaren-Eskadronen die ungarische Kavallerie-Brigade unter Oberst Nagy-Sándor zurückzuwerfen.
Schließlich wurde der Kampf durch den Sieg der linken Flanke der ungarischen Mitte entschieden. Klapkas und später auch Aulichs Vorgehen trieben die kaiserliche Infanterie aus dem Königswald und dann auch aus Isaszeg hinaus, letzter Ort war bereits in Brand geschossen worden. Jellacic gab seine Positionen gegen 20 Uhr auf und zog sich in Richtung Gödöllő zurück. Die hartnäckigen Truppen unter Damjanich und Schlick kämpften bis tief in die Nacht hinein. Der Kampf endete erst, als Windisch-Grätz, verspätet über den Rückzug des I. Korps informiert auch Schlick befahl, seine Truppen durch Gödöllő zurückzuziehen.

## Verluste und Folgen
Isaszeg war ein erster Wendepunkt im Krieg. Die ungarischen Verluste betrugen 1200 Mann, die Österreicher hatten 2000 Mann verloren. Die Ungarn erreichten einen entscheidenden Sieg und konnten am folgenden Tag auch Gödöllő besetzen. Am 7. April zog sich die demoralisierte österreichische Armee über die Donau zurück, Pest fiel den Ungarn wieder in die Hände. Bis zur russischen Intervention im Juni befanden sich die Österreicher in der Defensive und mussten sich einen Monat lang wieder nach Westen zur Waag zurückziehen. Präsident Lajos Kossuth setzte am 14. April in Debreczen das Herrscherhaus ab und erklärte in der neuen „Reichsverfassung“ Ungarn für unabhängig.